# Klaus Busch
Klaus Busch (* 1945 in Brake an der Unterweser) ist ein deutscher Politikwissenschaftler und Professor (i. R.) für Europäische Studien an der Universität Osnabrück.
Busch studierte ab 1965 Politikwissenschaft und Volkswirtschaft an der FU Berlin und legte 1970 das Examen zum Diplom-Politologen ab. Anschließend war er wissenschaftlicher Assistent am Otto-Suhr-Institut der FU. Dort wurde er 1973 promoviert. Ab 1975 war er Akademischer Rat (später Oberrat) an der Universität Osnabrück, wo er sich 1978 habilitierte und die Venia Legendi für „Politikwissenschaft mit dem Schwerpunkt Politische Wirtschaftslehre“ erhielt. 1986 wurde ihm der Titel „Außerplanmäßiger Professor“ verliehen. 1996 ernannte ihn die Europäische Kommission zum Jean-Monnet-Professor. Von 1999 bis 2004 war er Vizepräsident der Universität Osnabrück.

## Schriften (Auswahl)
- Mit Joachim Bischoff und Hajo Funke: Rechtspopulistische Zerstörung Europas? Wachsende politische Instabilität und die Möglichkeiten einer Kehrtwende. VSA, Hamburg 2018, ISBN 978-3-89965-778-4.
- Das Versagen Europas. Die Euro- und die Flüchtlingskrise sowie die „Brexit“-Diskussion. Eine Flugschrift, VSA, Hamburg 2016, ISBN 978-3-89965-713-5.
- Mit Axel Troost/Gesine Schwan/Frank Bsirske/Joachim Bischoff/Mechthild Schrooten/Harald Wolf: Europa geht auch solidarisch. Streitschrift für eine andere EU, VSA-Verlag, Hamburg 2016, ISBN 978-3-89965-745-6.
- Europäische Integration und Tarifpolitik. Lohnpolitische Konsequenzen der Wirtschafts- und Währungsunion. Bund.Verlag, Köln 1994, ISBN 978-3-7663-2580-8.
- Umbruch in Europa. Die ökonomischen, ökologischen und sozialen Perspektiven des einheitlichen Binnenmarktes. Zweite, erweiterte Auflage, Bund-Verlag, Köln 1992, ISBN 978-3-7663-2401-6 (Erste Auflage 1991, ISBN 978-3-7663-2254-8.)
  - Griechisch: Hē Eurōpē meta to 1992. Oikonomikes, oikologikes kai koinōnikes prooptikes tēs heniaias esōterikēs agoras. Ekdoseis Kritikē, Athen 1992, ISBN 960-218-066-8.
- Die Krise der Europäischen Gemeinschaft. Europäische Verlagsanstalt, Köln/Frankfurt am Main 1978, ISBN 978-3-434-30185-1.
- Die multinationalen Konzerne. Zur Analyse der Weltmarktbewegung des Kapitals. Suhrkamp, Frankfurt am Main 1974, ISBN 978-3-518-00741-9 (zugleich Dissertationsschrift, FU Berlin).
  - Dänisch: Imperialismen og de multinationale koncerner. Konkurrencen mellem USA og Vesteuropa efter 1945. Modtryk, Aarhus 1976 und Pax, Oslo 1976.